# Ostra Góra (Góry Stołowe)
Ostra Góra (niem. Scharfenberg) – szczyt (720 m n.p.m.) w południowo-zachodniej Polsce, w Sudetach Środkowych, w paśmie Gór Stołowych.
Wzniesienie położone na terenie Parku Narodowego Gór Stołowych, w środkowo-zachodniej części pasma Gór Stołowych, około 2,1 km na południowy zachód od miejscowości Pasterka, po północno-wschodniej stronie od Błędnych Skał.
Góra zbudowana z górnokredowych piaskowców, o stromym północnym i zachodnim zboczu i wyraźnie podkreślonym, ostrym wierzchołku. Wzniesienie w całości porośnięte lasem świerkowym regla dolnego, z domieszką drzew liściastych. U podnóża zachodniego zbocza góry pozostałość po wyludnionej wsi Ostra Góra.